# Denys de Byzance
Pour les articles homonymes, voir Denys.
Dionysos ou Denys (‹ Denis ›) dit de Byzance ou le Byzantin (en grec ancien, Διόνυσος Βυζάντιος / Diónysos Byzántios ; en latin, Dionysius Byzantinus), est un géographe grec du IIe siècle, auteur de la Remontée du Bosphore.

## Biographie
Nous ne connaissons rien de la vie de Denys. Ce devait déjà être le cas au Xe siècle puisque la Souda note seulement :
« Διονύσιος, Βυζάντιος, ἐποποιός. Περιήγησιν τοῦ ἐν τῷ Βοσπόρῳ ἀνάπλου, Περί θρήνων· ἒστι δε ποίημα μεστόν ἐπικηδείων »
—  Souda, Δ, 1176 (Adler).
        
« Denys de Byzance, poète épique ; (il a écrit) une périégèse de la navigation à contre-courant du Bosphore (et) sur les Thrènes, lequel est un poème plein de champs funèbres. »
Otto Crusius (en) (1857-1918) considère que le poète épique est autre auteur que celui de la Remontée. Il est vraisemblable que l'entrée que la Souda dédie à Denys mêle celui-ci avec un poète épique inconnu, d'autant plus que l'entrée précédente est dédiée Denys Scytobrachion (en), la suivante l'étant à Denys de Corinthe.
L'unique témoignage antique reconnu date du VIe siècle, avec Étienne de Byzance qui atteste de sa connaissance tant de l'existence que du texte de la Remontée et cite l'étymologie de Chrysopolis donnée par Denys. Il est vraisemblable que la Remontée nous a été conservée grâce au patriarche Photios Ier de Constantinople qui, au IXe siècle, l'a incluse dans sa collection de géographes avec le Périple du Pont-Euxin d'Arrien et les Chrestomathies de Strabon. Dans l'Occident latin, la Remontée reste inconnue jusqu'au XVIe siècle avec Pierre Gilles.
Les seules informations chronologiques que nous ayons sur Denys proviennent de sa Remontée. Il ressort de ses caractéristiques linguistiques qu'elle est datable de l'époque impériale romaine. D'autre part, elle passe sous silence tant le siège de Byzance par les troupes de Septime Sévère, en 193-195/196, que la destruction puis la reconstruction de la ville qui s'en sont suivies. Enfin, le plus récent des monuments qu'elle mentionne est vraisemblablement un autel d'Apollon que les Romains ont érigé sur les roches Cyanées à une date inconnue et que les chercheurs modernes n'ont pas identifié.

## Œuvre:Remontée du Bosphore
Denys est l'auteur de la Remontée du Bosphore,,,,, qui est une œuvre littéraire en prose,, dont le titre, en grec ancien, est Ἀνάπλους Βοσπόρου,,, (Anáplous Bospórou) et, en latin, De Bospori navigatione. Son principe de composition est celui d'un périple,. Mais elle « (s')inscrit dans la tradition de la périégèse ». Elle présente le Bosphore thrace et sa remontée depuis Byzance. Elle ne donne aucune indication sur la distance entre les lieux cités.

### Titre
L'emploi de ἀνάπλους dénote qu'une partie de la navigation maritime côtière relatée s'effectue à contre-courant.
Le Βόσπορος est le Bosphore thrace (détroit d'Istanbul) reliant la Propontide (mer de Marmara) au Pont-Euxin (mer Noire) et non pas le Bosphore cimmérien (détroit de Kertch) reliant le Pont-Euxin à la Méotide (mer d'Azov).
Dans l'Antiquité, les Grecs opposent les « eaux coulantes » aux « eaux stagnantes ». La différence entre l'eau douce et l'eau salée leur apparaît comme secondaire,. Il perçoivent les détroits comme des cours d'eaux ou des prolongations de cours d'eau. Ainsi, ils considèrent le Bosphore cimmérien comme l'embouchure du Tanaïs (Don) dans le Pont-Euxin, après l'étalement des eaux du fleuve dans le marais Méotide. De même, ils perçoivent le Bosphore thrace comme une continuation du Borysthène (Dniepr), au-delà de son étalement dans le Pont-Euxin. Ils désignent la navigation maritime à contre-courant dans un détroit par le même mot (ἀνάπλους) que la navigation fluviale en remontant un fleuve.
Le courant de surface contre lequel s'effectue la Remontée existe toujours, de même que sa portion la plus violente, connue comme le courant du Diable, (en turc, Şeytan akıntısı).

### Sources
Si Denys utilise sa connaissance personnelle de la région, il s'inspire aussi de sources qui nous sont entièrement inconnues. Le style de sa prose est une imitation d'Hérodote et de Thucydide. Il inclut quelques citations verbatim.

### Conservation
La Remontée est divisée en 112 paragraphes (§). Les § 1-56 et § 96-112 nous sont parvenus, en grec ancien, par les feuillets d'un unique manuscrit : le Vatopedinus 655, découvert au monastère de Vatopédi, au mont Athos, et aujourd'hui conservé, pour partie, au département des Manuscrits de la Bibliothèque nationale de France à Paris (Parisinus graecus suppl. 443A) et à la British Library à Londres (Londinensis add. MS. 19391). Les § 57-95 ont été perdus,. Ils nous sont cependant connus par la traduction latine qu'en a donnée Pierre Gilles. Ainsi, l'ouvrage existe encore au début du XXie siècle, mais avec une grande lacune, dont l'existence est connue grâce à une longue paraphrase en latin datant du XVIe siècle rédigée par Pierre Gilles.

### Appréciation
Selon Clive Foss, la Remontée est « l'un des plus remarquables, et fouillés, textes géographiques anciens »,.
Les divinités honorées dans la Byzance avant la fondation de Constantinople par Constantin Ier et, plus encore, les nombreux lieux cultes correspondants nous sont principalement connues grâce à la Remontée et à Hésychios de Milet qui n'écrit qu'au VIe siècle. Par exemple, c'est la Remontée qui nous apprend qu'au nord de la Corne d'Or, se trouvait Aiantéion, lieu-dit — et non sanctuaire — dont l'éponyme était « Ajax (,) fils de Télamon, particulièrement honoré par Mégare, métropole de Byzance ».

### Citations originales
1. ↑  (en) « one of the most remarkable and detailed of ancient geographic texts »

#### Éditions et traductions
- [Billerbeck 2023] (de) Margarethe Billerbeck, Dionysios von Byzanz, Anaplus Bospori – die Fahrt auf dem Bosporos : Einleitung, Text, Übersetzung und Kommentar [« Denys de Byzance, Aplaplus Bospori – la Navigation sur le Bosphore : introduction, texte, traduction et commentaire »], Bâle, Schwabe, coll. « Schweizerische Beiträge zur Altertumswissenschaft » (no 59), 2023, 1re éd., 181 p. (ISBN 978-3-7965-4846-8, EAN 9783796548468, OCLC 1412147040, DOI 10.24894/978-3-7965-4874-1 , S2CID 265678768, SUDOC 273694103, présentation en ligne, lire en ligne).
- [Güngerich 1927] (la) Rudolf Güngerich, Dionysii Byzantii Anaplus Bospori – Διονυσίου Βυζαντίου Ἀνάπλους Βοσπόρου [« (La) Remontée du Bosphore de Denys de Byzance »], Berlin, Weidmann, hors coll.,‎ 1927 (réimpr. 1958), 1re éd., LXXV-[1]-45 p., in-8o (OCLC 459630688, BNF 32202487, SUDOC 137641338).
- [Nicholson et Russell 2024] (en) Oliver Nicholson et Thomas Russell, « Dionysios of Byzantion », dans D. Graham J. Shipley (dir.), Geographers of the ancient Greek world : selected texts in translation, t. II, Cambridge et New York, CUP, hors coll., avril 2024, 1re éd., XIV et p. 629-1190, 17,9 × 25,1 cm (ISBN 978-1-00-918422-9, EAN 9781009184229, OCLC 1461757796, BNF b475277815, DOI 10.1017/9781009184236 , SUDOC 278607640, présentation en ligne, lire en ligne), IVe part. (« Roman period »), chap. 30, p. 820-852.

#### Manuscrits
- [BnF] « Supplément grec 443 A » , Archives et manuscrits, BnF.

#### Autres sources
- Étienne de Byzance, Ethniques [« Ἐθνικά / Ethniká »] (BNF 15556722), s.v. Χρυσόπολις.
- Souda [« Σοῦδα / Soûda »] (BNF 12483868).